# Gustaw Przychocki
Gustaw Edward Przychocki (ur. 14 lutego 1884 w Gromniku, zm. 4 lutego 1947 w Krakowie) – polski filolog klasyczny, profesor i rektor Uniwersytetu Warszawskiego, profesor Uniwersytetu Jagiellońskiego, członek Polskiej Akademii Umiejętności, podpułkownik artylerii Wojska Polskiego, kawaler Orderu Virtuti Militari.

## Życiorys
Był synem Franciszka (naczelnika urzędu pocztowego) i Henryki z Mayerów. Kształcił się w gimnazjum w Nowym Sączu (gdzie jednym z jego nauczycieli był Stanisław Rzepiński), w latach 1903–1909 studiował archeologię i filologię klasyczną na Uniwersytecie Jagiellońskim (m.in. u Piotra Bieńkowskiego-Łady, Leona Sternbacha i Kazimierza Morawskiego). W 1909 obronił pracę doktorską Ovidiana Pars I. Quae ratio inter Ovidium comoediaeque novae poetas in rebus amatoriis depingendis intercedat, exponatur; studia uzupełniał na uniwersytetach w Wiedniu, Berlinie i Oxfordzie. Po studiach pracował jako nauczyciel języków starożytnych w gimnazjum w Podgórzu (1909–1910), C. K. Gimnazjum Arcyksiężniczki Elżbiety w Samborze (1910–1911), a w latach 1911–1917 w c. k. Gminazjum Realnym (IV.) w Krakowie. W latach 1912–1914 należał do Drużyn Strzeleckich. W 1913 habilitował się na Uniwersytecie Jagiellońskim na podstawie rozprawy De Gregorii Nazianzeni epistulis. Quaestiones selectae.
W czasie I wojny światowej walczył w szeregach cesarskiej i królewskiej Armii. Na przełomie 1918 i 1919 uczestniczył w obronie Lwowa, później w wojnie polsko-bolszewickiej (w randze podpułkownika rezerwy).
W 1918 objął I Katedrę Filologii Klasycznej Uniwersytetu Warszawskiego, początkowo jako docent, w 1919 mianowany profesorem nadzwyczajnym, rok później profesorem zwyczajnym. W roku akademickim 1922/1923 był dziekanem Wydziału Filozoficznego, 1928/1929 rektorem, 1929/1930 prorektorem. W 1935 przeniósł się na Uniwersytet Jagielloński, gdzie kierował III Katedrą Filologii Klasycznej. W 1939 uczestniczył w kampanii wrześniowej; lata 1939–1940 spędził w Budapeszcie, gdzie prowadził zajęcia na uniwersytecie. Resztę wojny spędził w Krakowie i rodzinnym Gromniku, w 1945 wznowił wykłady na Uniwersytecie Jagiellońskim.
W 1923 został powołany na członka korespondenta Polskiej Akademii Umiejętności, w 1929 na członka czynnego; już w latach 1912–1917 pełnił funkcję sekretarza Komisji Filologicznej Akademii, a od 1945 przewodniczył tej komisji. Należał także do Towarzystwa Naukowego Warszawskiego (1922 członek rzeczywisty, 1929 członek zwyczajny) i Towarzystwa Naukowego we Lwowie (1930 członek czynny). W 1937 został doktorem honoris causa uniwersytetu ateńskiego.
Od 1946 był prezesem Polskiego Towarzystwa Filologicznego, organizował Oddział Warszawski tej organizacji; stał ponadto na czele Zrzeszenia Profesorów i Docentów Szkół Akademickich w Polsce. W latach 1919–1921 był członkiem Komisji Programowej Ministerstwa Wyznań Religijnych i Oświecenia Publicznego.

## Ordery i odznaczenia
- Krzyż Srebrny Orderu Wojskowego Virtuti Militari nr 4037 – 1921 „za obronę miasta Płocka”[2][3],
- Krzyż Komandorski Orderu Odrodzenia Polski (10 listopada 1938)[4],
- Krzyż Walecznych[3],
- Medal Niepodległości – 12 maja 1931 „za pracę w dziele odzyskania niepodległości”[5]
- Medal Pamiątkowy za Wojnę 1918–1921[3],
- Złoty Wawrzyn Akademicki (7 listopada 1936)[6],
- Medal Dziesięciolecia Odzyskanej Niepodległości[3],
- Krzyż Węgierski Zasługi II Klasy[3],

## Dorobek naukowy
W pracy naukowej Przychocki zajmował się patrologią i latynistyką. Prowadził szerokie badania nad listami Grzegorza z Nazjanzu. Badał twórczość Owidiusza, Wergiliusza i Cycerona; wykazał związki poezji Owidiusza z grecką komedią nową, badał także legendę o grobie Owidiusza na ziemiach polskich. Omówił wpływ Plauta na twórczość Aleksandra Fredry. Przygotował do wydania (wspólnie z Władysławem Strzeleckim) Rzymską elegię miłosną. Wybór (1955).

## Uczniowie
Obok Strzeleckiego do jego znanych uczniów należeli Janina Niemirska-Pliszczyńska, Jerzy Manteuffel, Aleksander Turyn, Lidia Winniczuk, Maria Maykowska, Marian Plezia. Miał opinię dobrego wykładowcy, wysoko cenionego przez studentów.
Z prac Przychockiego można wymienić:
- Observationes Ovidianae (1909)
- Accessus Ovidiani (1911)
- De Gregorii Nazianzeni epistularum codicibus Laurentianis (1911)
- Watykańskie rękopisy listów św. Grzegorza z Nazjanzu wraz z dodatkiem odnoszącym się do historyi studyów nad św. Grzegorzem (1911)
- Iluzja sceniczna u Plauta i jej humorystyczne przełamanie (1917)
- Grób Owidjusza w Polsce (1920)
- Ovidius Graecus (1921)
- Plautus (1925)
- Kultura klasyczna w kulturze współczesnej (1929)
- Charakterystyka tragedii rzymskiej epoki republikańskiej i cesarstwa (1930-1931, dwie części)
- Kunszt metryczny i liryczny w tragediach Seneki (1932)
- Nero, Seneka, Paweł (1933)
- Historia listów św. Grzegorza z Nazjanzu (1946)
- Styl tragedii Anneusza Seneki (1946)